# 月塘村慘案
月塘村慘案:263，又稱三·廿一惨案，是指二戰期間侵華日軍在中國海南萬寧縣月塘村製造的一起屠殺事件，發生於1945年5月2日（农历三月二十一日）。194人在此次慘案中罹難，全村上百村民只有33人倖存。

## 經過
1939年，侵華日軍即至萬寧縣駐紮。1945年，月塘村地主朱洪堂向萬城日軍密報當地抗日組織的活動。於是在同年5月2日的早晨，駐萬城的日軍、偽軍300人在朱洪堂的帶路之下包圍月塘村，逐戶屠殺村民，連未滿周歲的嬰兒亦慘遭殺害，四個小時內已有上百名村民遇害。全村數十間房屋被燒毀，包括十多頭耕牛、三十多頭肥豬在內的值錢物資皆被日軍劫掠一空:264。
共有194人被日軍殺害，其中4人為外村村民，全村只有33名村民倖存。倖存者之一的朱进春當年僅9歲而已，兩個弟弟皆在慘案中遇害，他則被日軍刺了八刀及開槍射傷，昏迷不醒，日軍誤以為他已死亡，他才奇蹟般的存活下來；另一名倖存者朱建华當時僅8個月大，躺在搖籃裡被日軍刺了四刀。日軍撤退後，下起了大雨，遇難者的鲜血染紅了村內的两口大水塘。

## 紀念
身為万宁县政协委员的月塘村村民朱振華等人於1994年訪問慘案的倖存者及家屬，蒐集證據，向日本駐華大使館提交要求賠償的請願信，但並無回音。2008年，朱振華再次提交《致日本政府要求书》，但日方卻聲稱他们並不知晓这个事情。但村民們仍未放棄，打算日後聯名起訴日本政府。
2007年10月，在日本學者佐藤正人等人協助下，月塘村建立了三·廿一惨案纪念碑，位在該村朱氏祖祠西侧，高5.5米、寬3米，碑測刻著遇難者的名字。2014年4月，月塘村定農曆三月二十一日為該村的公祭日。